# Pluvialis
Pluvialinae
Vous lisez un « bon article » labellisé en 2025.  Il fait partie d'un « bon thème » labellisé en 2025.
Sous-famille
Genre
Pluvialis est un genre d'Oiseaux limicoles appartenant à la famille des Charadriidae et comptant quatre espèces.
De taille moyenne, ces espèces ont en commun d'arborer un plumage très variable selon la saison : le plumage hivernal est terne et discret, tandis que le plumage nuptial est très contrasté, avec le dessous du corps noir et une bande blanche allant du sourcil à la poitrine ou aux flancs. 
Le Pluvier argenté (Pluvialis squatarola), qui hiverne dans le monde entier, est aussi le plus facile à reconnaître grâce à sa grande taille et son plumage en nuances de gris. Le Pluvier doré (Pluvialis apricaria), plus petit et trapu, a une aire de répartition limitée principalement à l'Europe. Les deux espèces présentes en Amérique, le Pluvier bronzé (Pluvialis dominica) et le Pluvier fauve (Pluvialis fulva), peuvent être très difficiles à distinguer et ont longtemps été considérées comme une seule et même espèce. Le Pluvier fauve est néanmoins le plus petit et le plus fin du genre et passe l'hiver en Asie du Sud-Est et dans le Pacifique, tandis que le Pluvier bronzé migre vers l'Amérique du Sud et quelquefois l'Europe.
Ces espèces sont généralement de grandes migratrices, à l'exception de certaines populations de Pluviers dorés. Grégaires pendant l'hiver, elles sont en revanche territoriales en période de reproduction. Elles nichent principalement en Arctique, dans la toundra, et forment leurs nids à même le sol, dans des cuvettes garnies de végétaux.

## Taxonomie et systématique

### Classification actuelle
Le genre Pluvialis fait partie de l'ordre des Charadriiformes et de la famille des Charadriidae, une famille variée qui comprend 11 genres et 69 espèces,. Les quatre espèces du genre Pluvialis ont probablement évolué depuis un ancêtre commun et certains chercheurs soutiennent la classification du genre en une sous-famille propre au sein des Charadriidae.
D'après la classification de référence (version 15.1, 2025) du Comité ornithologique international, il y a quatre espèces et trois sous-espèces du genre Pluvialis :
- Pluvialis squatarola (Linnaeus, 1758) – Pluvier argenté ;
  - P. s. squatarola (Linnaeus, 1758) — nicheur dans le nord de l'Eurasie et en Alaska ;
  - P. s. tomkovichi (Engelmoer & Roselaar, 1998) — nicheur sur l'île Wrangel, au nord-est de la Sibérie ;
  - P. s. cynosurae (Thayer & Bangs, 1914) — nicheur au nord du Canada ;
- Pluvialis apricaria (Linnaeus, 1758) – Pluvier doré ;
- Pluvialis fulva (Gmelin, JF, 1789) – Pluvier fauve ;
- Pluvialis dominica (Müller, PLS, 1776) – Pluvier bronzé.

### Anciennes classifications
Le Pluvier fauve et le Pluvier bronzé étaient auparavant considérés comme une seule espèce, car ils ont un plumage très similaire et se reproduisent dans la même zone. Néanmoins, dans un article paru en 1983, Peter G. Connors a distingué ces deux espèces en montrant qu'elles ne s'hybrident pas. Le Pluvier fauve et le Pluvier bronzé sont aujourd'hui considérés comme deux espèces distinctes,. On estime que la divergence entre les deux espèces a eu lieu il y a environ 1,8 million d'années, causée par les épisodes de glaciation du Pléistocène.
En 1922, l'ornithologue Percy Roycroft Lowe proposait de séparer le Pluvier argenté en un genre à part, Squatarola, en s'appuyant sur les caractéristiques de son crâne et les couleurs de son plumage. Il considérait cette espèce comme plus primitive et antérieure aux autres, formant la famille des « Pre-Charadriinae » avec des espèces présentant des caractéristiques similaires, comme le Pluvier à collier interrompu (Anarhynchus alexandrinus). Cette hypothèse des « Pre-Charadriinae » n'a jamais été formalisée.
Le Pluvier roux (Anarhynchus obscurus) était auparavant classé dans le genre Pluvialis, sous le nom Pluvialis obscura. Walter Joseph Bock, dans son ouvrage consacré aux Pluviers paru en 1958, le décrit comme ayant « des habitudes tout comme celles de dominica ».

### Taxonomie et étymologie
Le genre Pluvialis est décrit par le zoologue Mathurin Jacques Brisson en 1760. Il classe les espèces du genre Pluvialis parmi les Oiseaux « qui ont trois doigts devant, dénués de membrane, et point de doigt derrière ; la partie inférieure des jambes dénuée de plumes et les ailes assez grandes, et propres pour le vol » et les différencie des Outardes et des Huîtriers car ils ont « le bec droit, court et renflé vers le bout ». Il inclut dans Pluvialis des espèces aujourd'hui classées dans d'autres genres, comme les Guignards d'Eurasie (Eudromias morinellus).
L'étymologie du nom Pluvialis fait référence à la pluie. Ce sens existe aussi dans d'autres langues : Carl von Linné écrit des Regnpipare, l'ancien nom suédois du Pluvier doré, qu'« ils sont appelés Regnpipare parce qu'ils se regroupent et chantent avant la pluie »,, de même avec le français « pluvier » : « du latin populaire *pluviarius « oiseau de pluie », les pluviers arrivant en troupe vers la saison des pluies ».
En anglais, les Pluviers doré, bronzé et fauve sont parfois rassemblés sous l'appellation Golden Plovers, qui les différencie du Pluvier argenté, Grey Plover. L'expression tundra plovers, « Pluviers de la toundra », est utilisée pour les quatre espèces, en référence à leur zone de reproduction et pour les différencier des autres espèces appelées Pluvier.
Le nom vernaculaire de « Pluvier » concerne également une trentaine d'espèces de la sous-famille des Charadriinae.

## Description
Les espèces du genre Pluvialis sont des Oiseaux limicoles de taille moyenne, d'allure plutôt massive et courte sur pattes, avec un bec court. Le dessous du plumage noir en période de reproduction, la silhouette corpulente et les ailes fines et pointues différencient le genre Pluvialis des genres Charadrius et Vanellus.
Comme tous les limicoles, ces espèces ont deux périodes de mue : l'une avant la reproduction, qui fait apparaître le plumage nuptial, et l'autre après, qui laisse place au plumage hivernal. Les quatre espèces du genre ont en commun un plumage nuptial très contrasté, avec le dessous noir, le dessus moucheté de gris, blanc, noir et/ou doré, et une bande blanche séparant les deux. Le plumage hivernal est plus terne, avec le dessous pâle,. 

Plumage hivernal
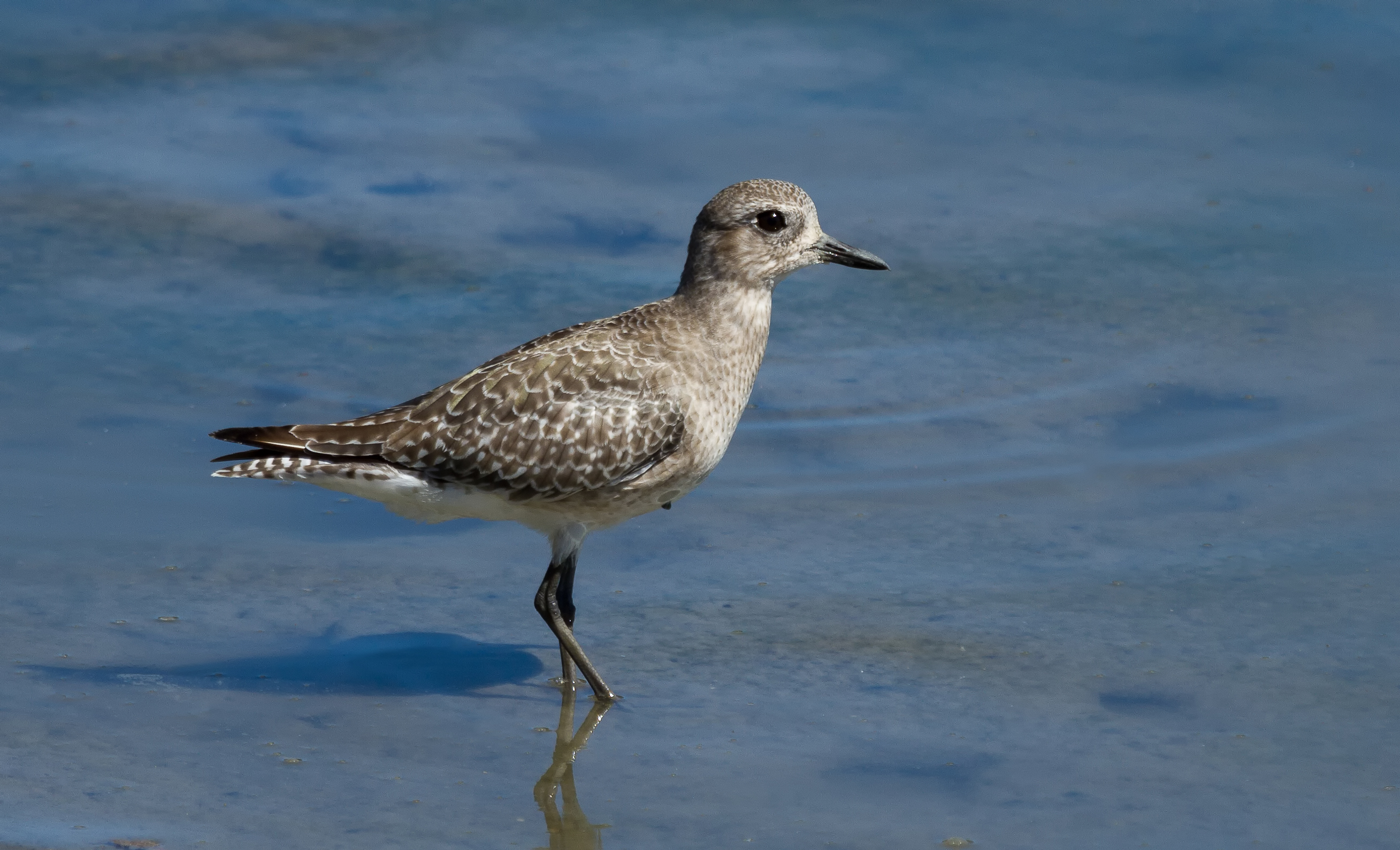
Pluvier argenté (P. squatarola)
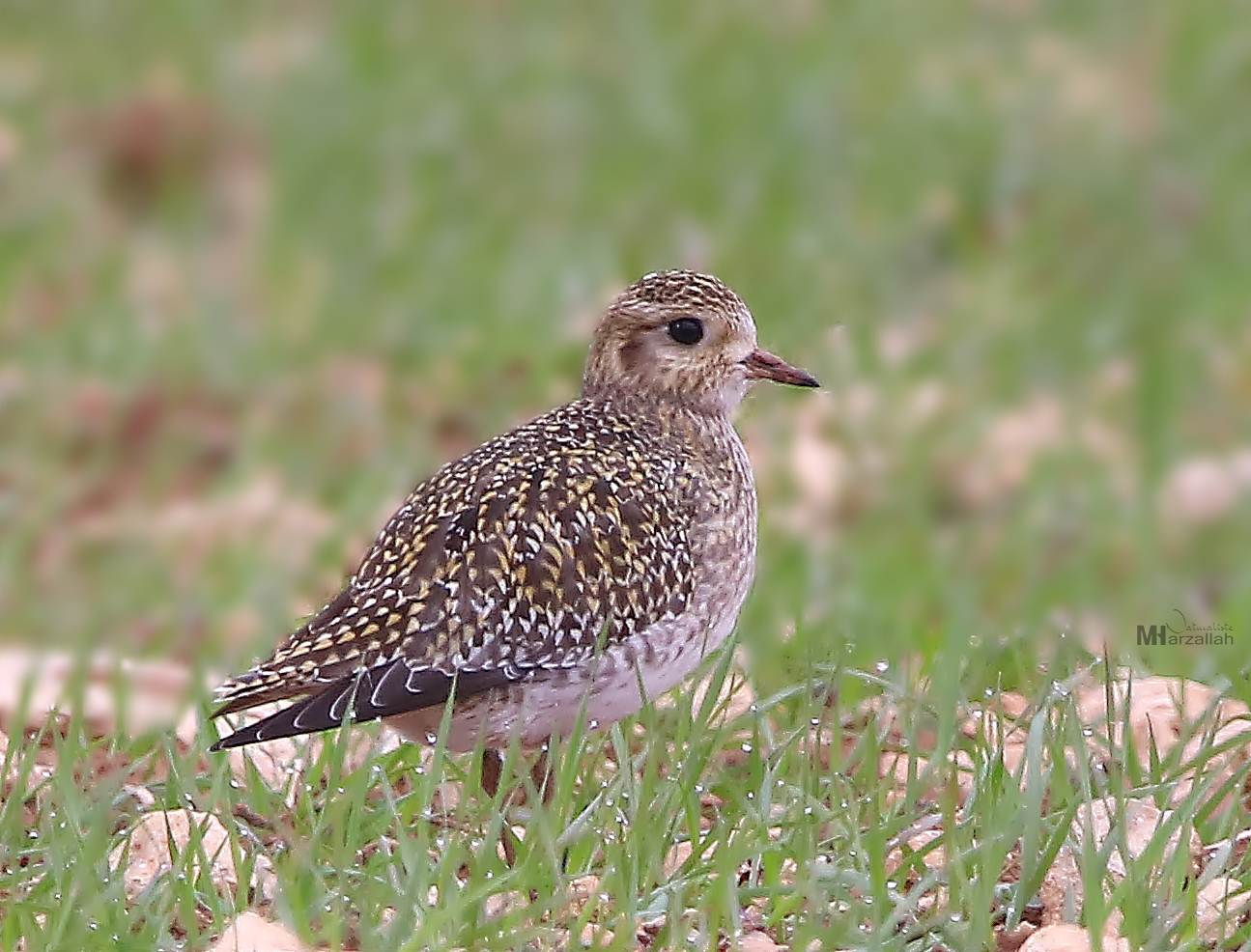
Pluvier doré (P. apricaria)
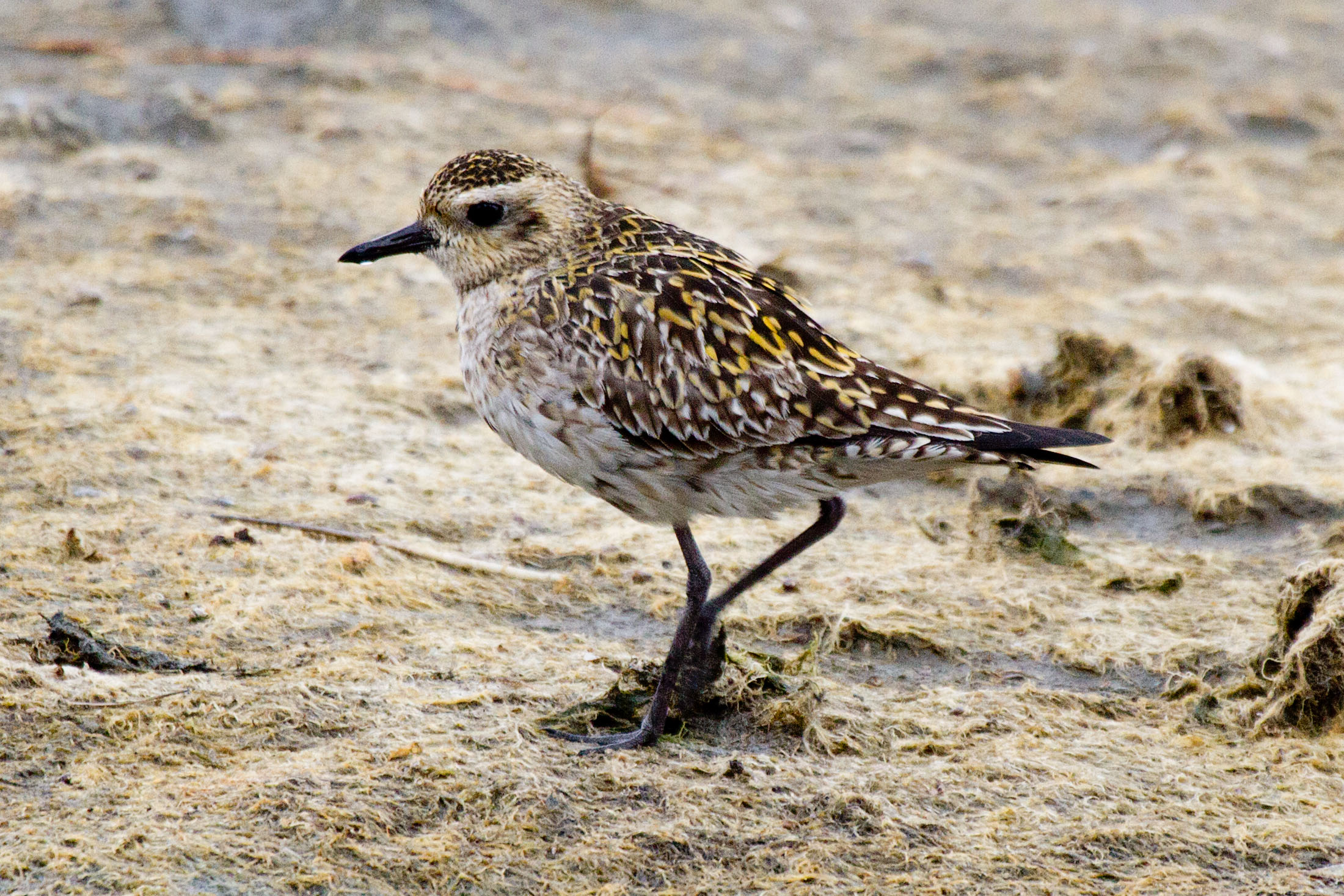
Pluvier bronzé (P. dominica)
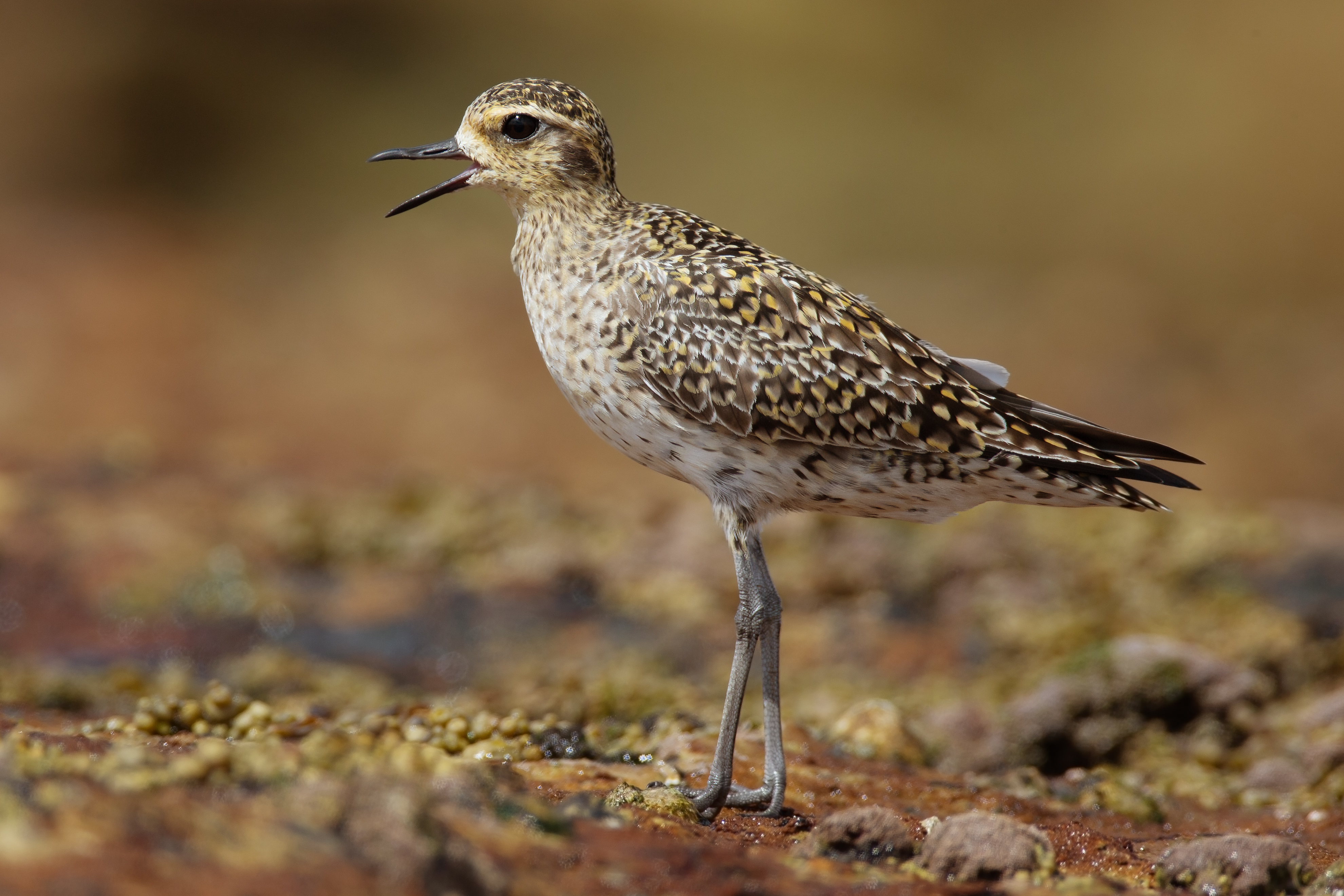
Pluvier fauve (P. fulva)

Plumage nuptial
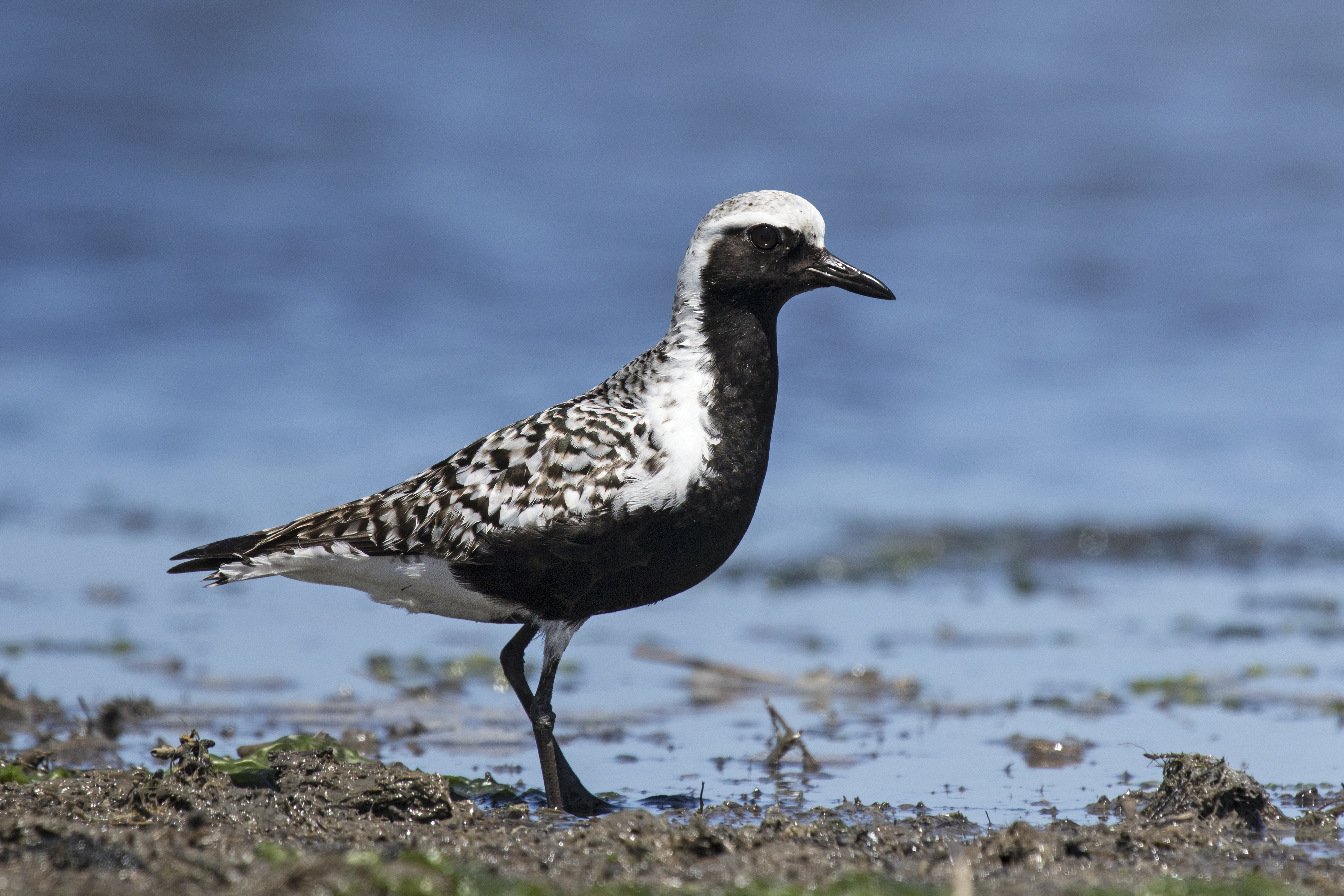
Pluvier argenté (P. squatarola)
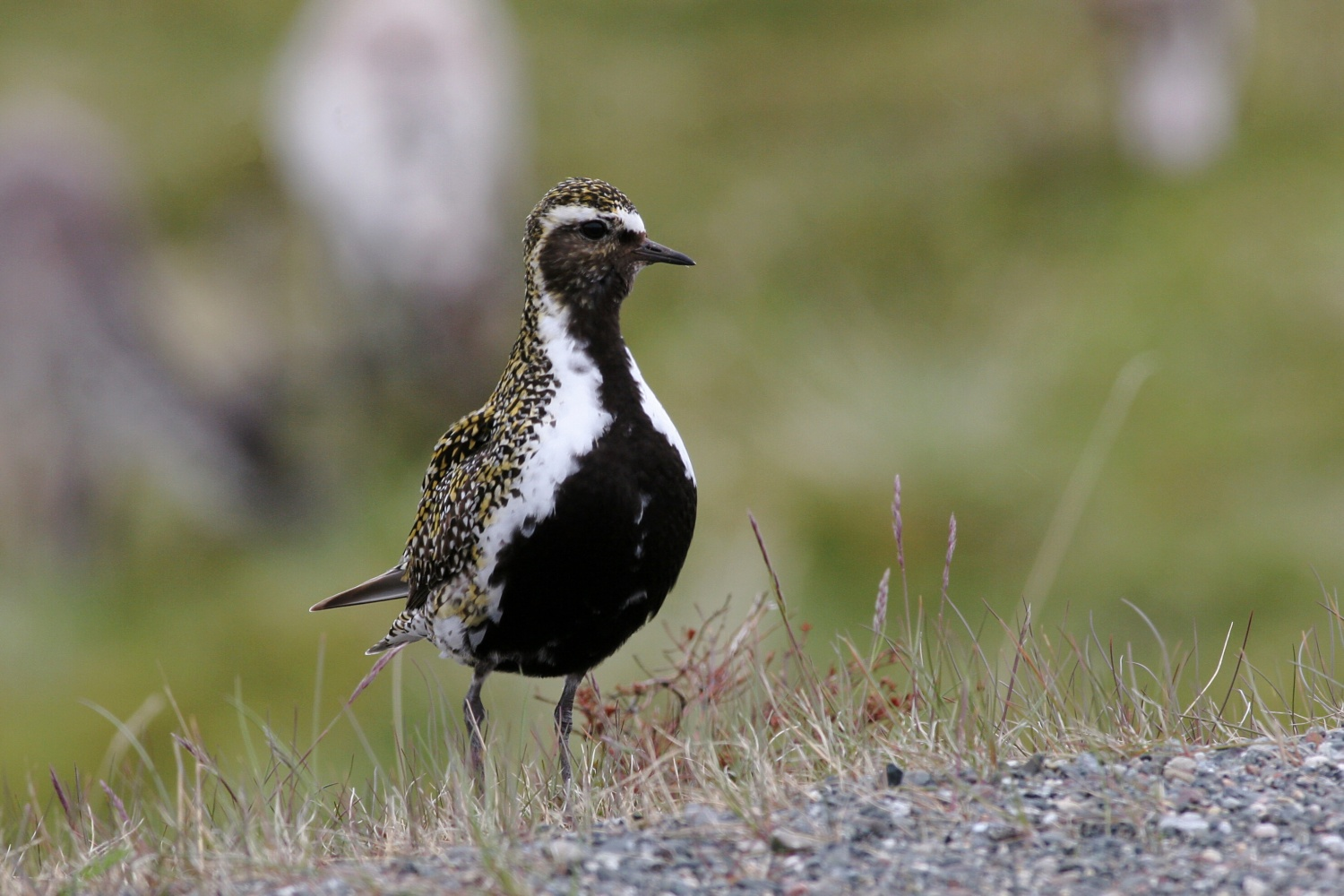
Pluvier doré (P. apricaria)
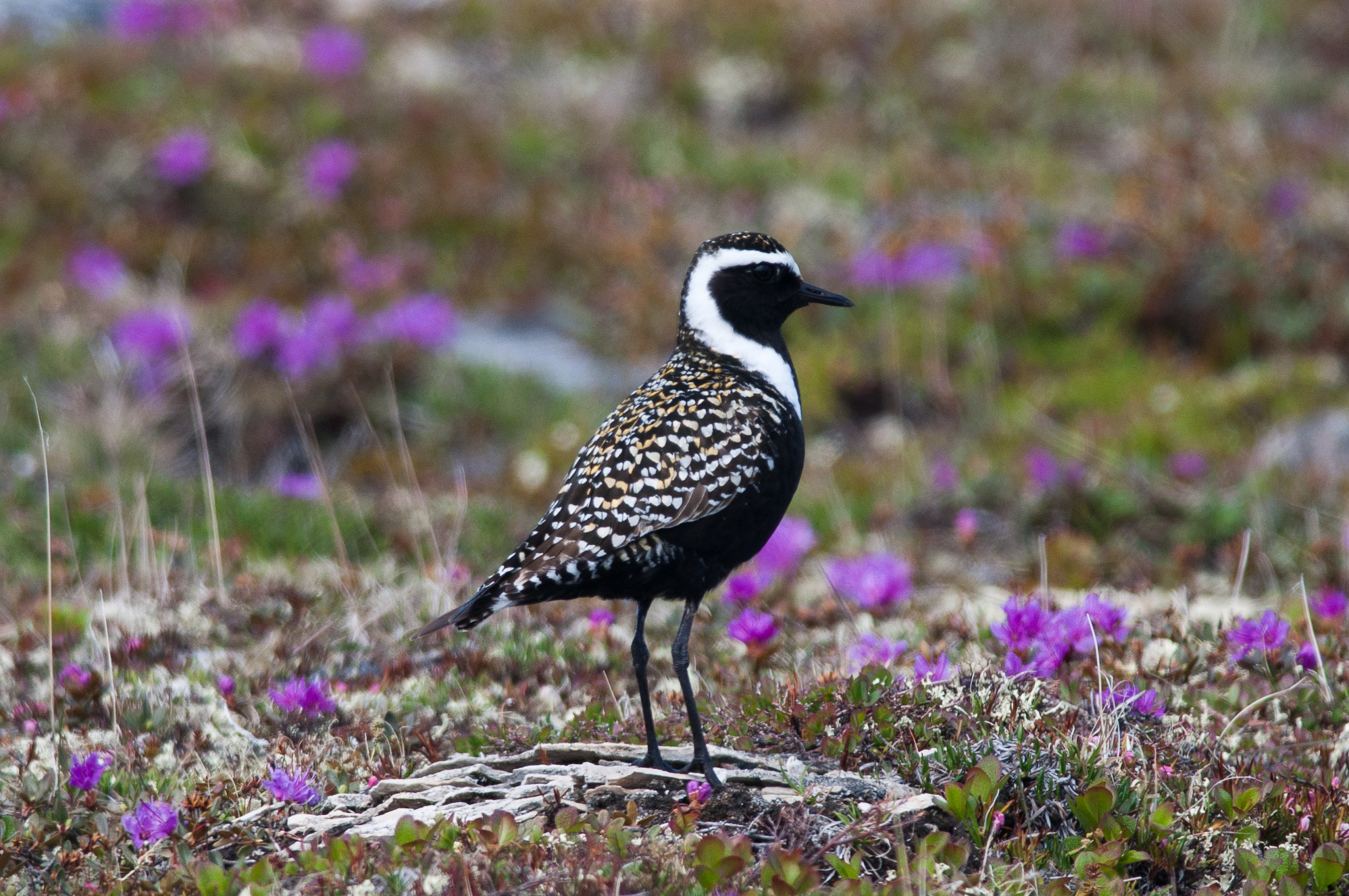
Pluvier bronzé (P. dominica)
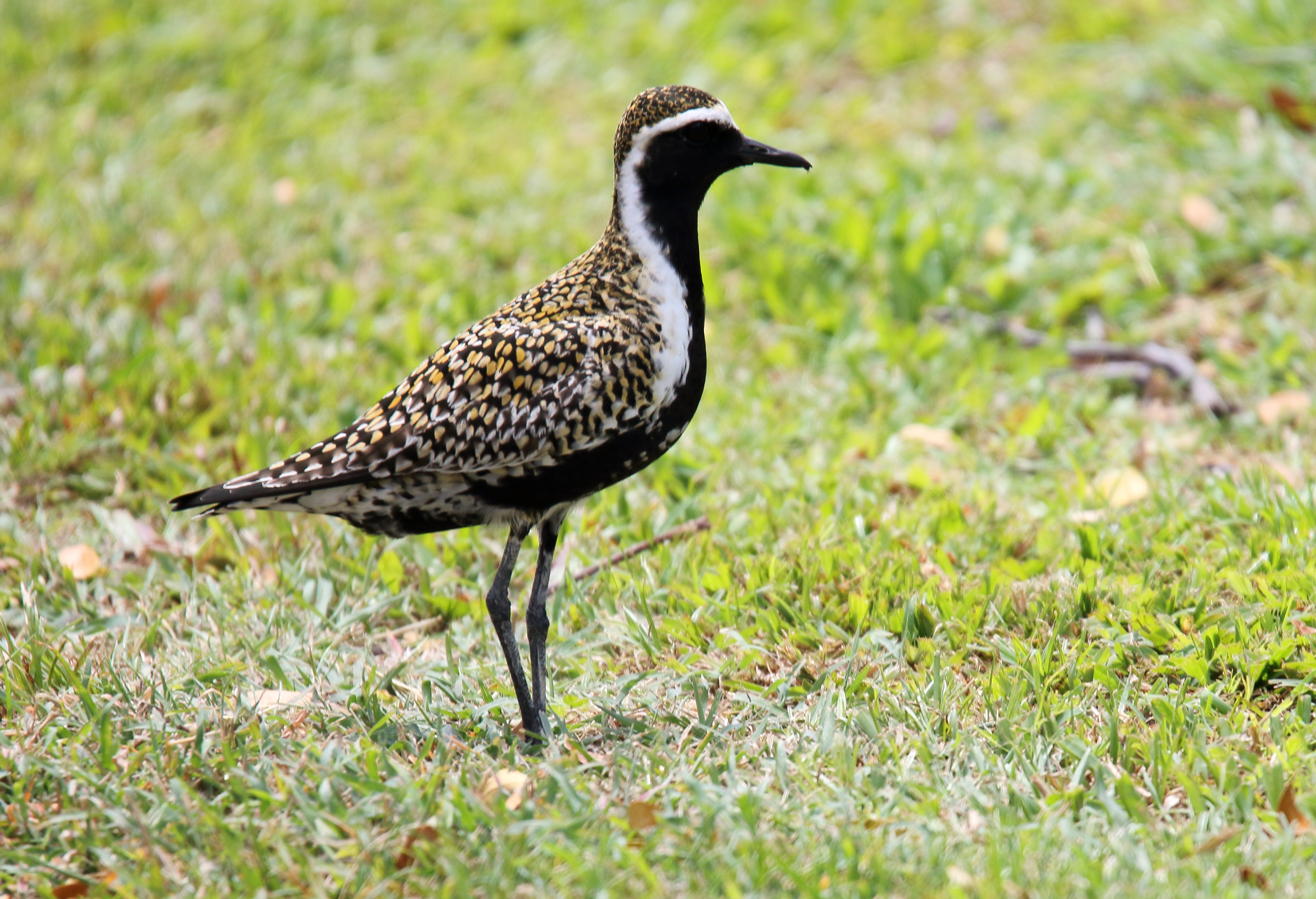
Pluvier fauve (P. fulva)

### Identification des espèces
Le Pluvier argenté est le plus facilement reconnaissable : c'est l'espèce la plus grande et la plus lourde — le poids moyen est de 134 g pour le Pluvier fauve, 151 g pour le Pluvier bronzé, 190 g pour le Pluvier doré et 225 g pour le Pluvier argenté. Son plumage est tout en nuances de gris, avec une tache noire caractéristique sous l'aile,.
Les trois autres espèces sont beaucoup plus difficiles à distinguer. Le Pluvier doré est le plus arrondi, avec les pattes les plus courtes, et a le ventre et le dessous des ailes blanc immaculé en plumage hivernal. Le dessous de sa queue reste blanc même en plumage nuptial, et certains individus nichant assez au sud présentent du blanc sur la face et les côtés du cou. En plumage hivernal, son sourcil chamois est peu visible et sa poitrine est gris-brun moucheté de jaune et striée de sombre.
Le Pluvier bronzé et le Pluvier fauve ont une morphologie plus fine et élancée, avec les pattes plus longues et le corps qui s'amincit vers l'arrière. En plumage nuptial, ils ont la face et le dessous bien plus noir que le Pluvier doré. La bande blanche le long du flanc est plus fine, voire absente, et le dessous de la queue est complètement noir chez le Pluvier bronzé, mais mêlé de blanc chez le Pluvier fauve. En plumage hivernal, le sourcil est bien plus visible que chez le Pluvier doré : il est jaunâtre chez le Pluvier fauve et blanc éclatant chez le Pluvier bronzé. La poitrine du Pluvier fauve est chamois tachetée de jaune, celle du Pluvier bronzé est plutôt grise et tachetée de blanc. 
|                                           | Pluvier doré (Pluvialis apricaria) | Pluvier bronzé (Pluvialis dominica) | Pluvier fauve (Pluvialis fulva) |
| ----------------------------------------- | --- | --- | --- |
| Dessous de l'aile                         | Blanc | Gris | Gris |
| Longueur de l'aile par rapport à la queue | Ailes légèrement plus longues ou égales | Ailes plus longues | Ailes plus longues |
| Taille et morphologie                     | Large et corpulent, avec un bec court | Assez corpulent | Petit et fin |
| Longueur des pattes                       | Assez courtes | Assez longues | Assez longues |
| Plumage nuptial                           | Ligne blanche épaisse et irrégulière le long des flancs, taches blanches absentes ou petites sur les côtés de la poitrine, dessous de la queue blanc | Ligne blanche absente le long des flancs, taches blanches grandes et très visibles sur les côtés de la poitrine, dessous de la queue noir | Ligne blanche fine et peu visible le long des flancs, taches blanches assez petites sur les côtés de la poitrine, dessous de la queue noir et blanc |
| Plumage hivernal                          | Sourcil chamois indistinct, dessus brun pâle moucheté de jaune, poitrine gris-brun striée et mouchetée de jaune                                      | Sourcil blanc éclatant, dessus gris-brun moucheté de blanc et de jaune pâle, poitrine grise mouchetée de blanc                            | Sourcil chamois-jaune distinct, dessus brun moucheté de jaune vif, poitrine chamois mouchetée de jaune                                              |

### Mue partielle

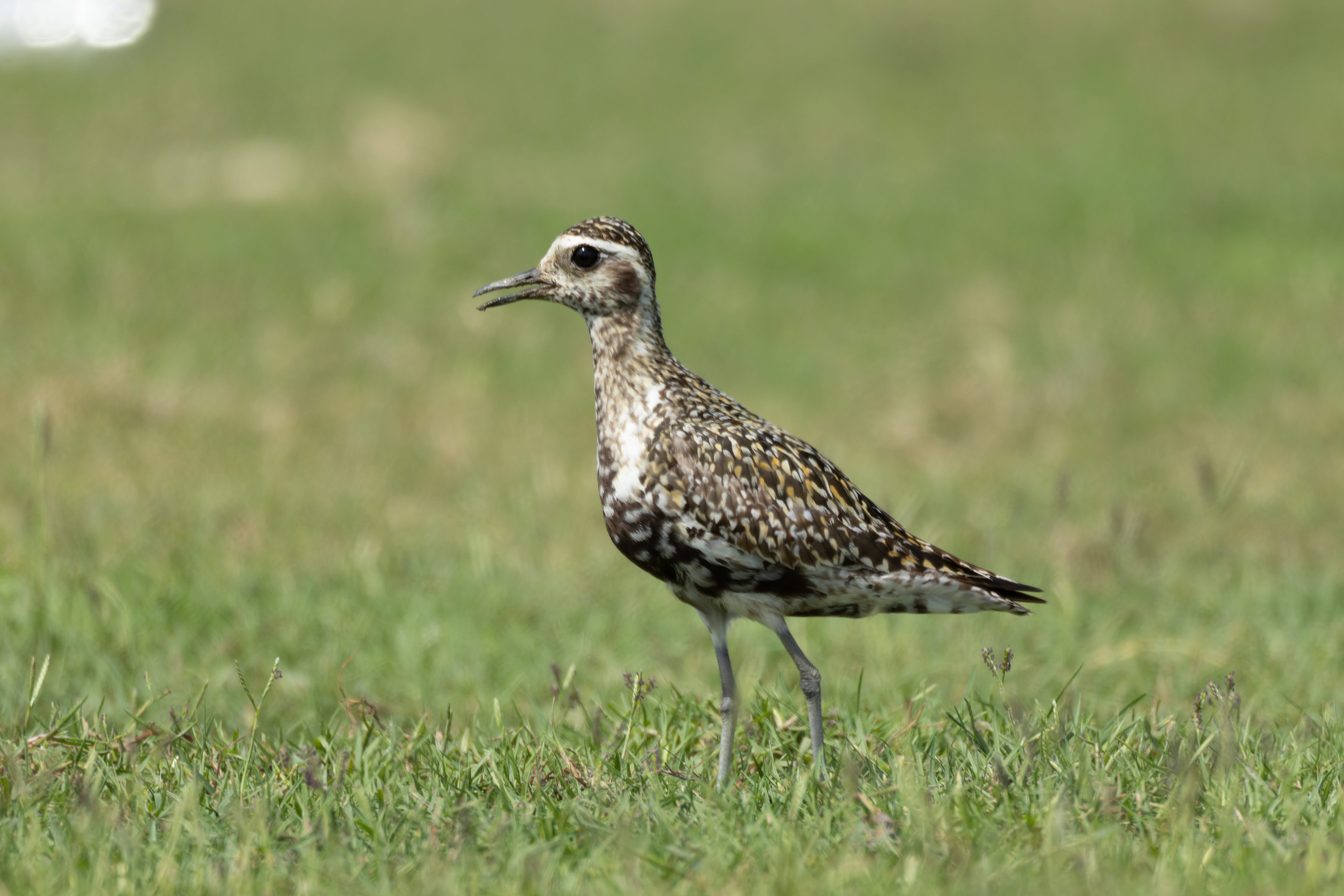
Pluvier fauve en période de mue.

Chez les Pluviers fauve, bronzé et doré, une mue partielle a lieu dès la période d'incubation, plusieurs semaines avant l'éclosion des œufs. La poitrine noire se couvre alors de plumes jaunes, qui ressemblent aux plumes hivernales chez les Pluviers fauve et bronzé, mais sont plus spécifiquement striées de noir chez le Pluvier doré. L'atout principal des oiseaux durant la couvaison n'est plus d'avoir un plumage contrasté, mais au contraire de se camoufler, ce qui pourrait expliquer cette mue partielle,. Elle n'a pas lieu chez le Pluvier argenté, qui garde son plumage nuptial contrasté jusqu'après l'éclosion. Cette espèce présente un comportement de protection du nid bien plus agressif que les autres espèces, ce qui peut être corrélé à son absence de plumage permettant de se camoufler. Son plumage contrasté et les taches noires sous ses ailes pourraient lui permettre de mieux dissuader les prédateurs.

## Distribution et habitat

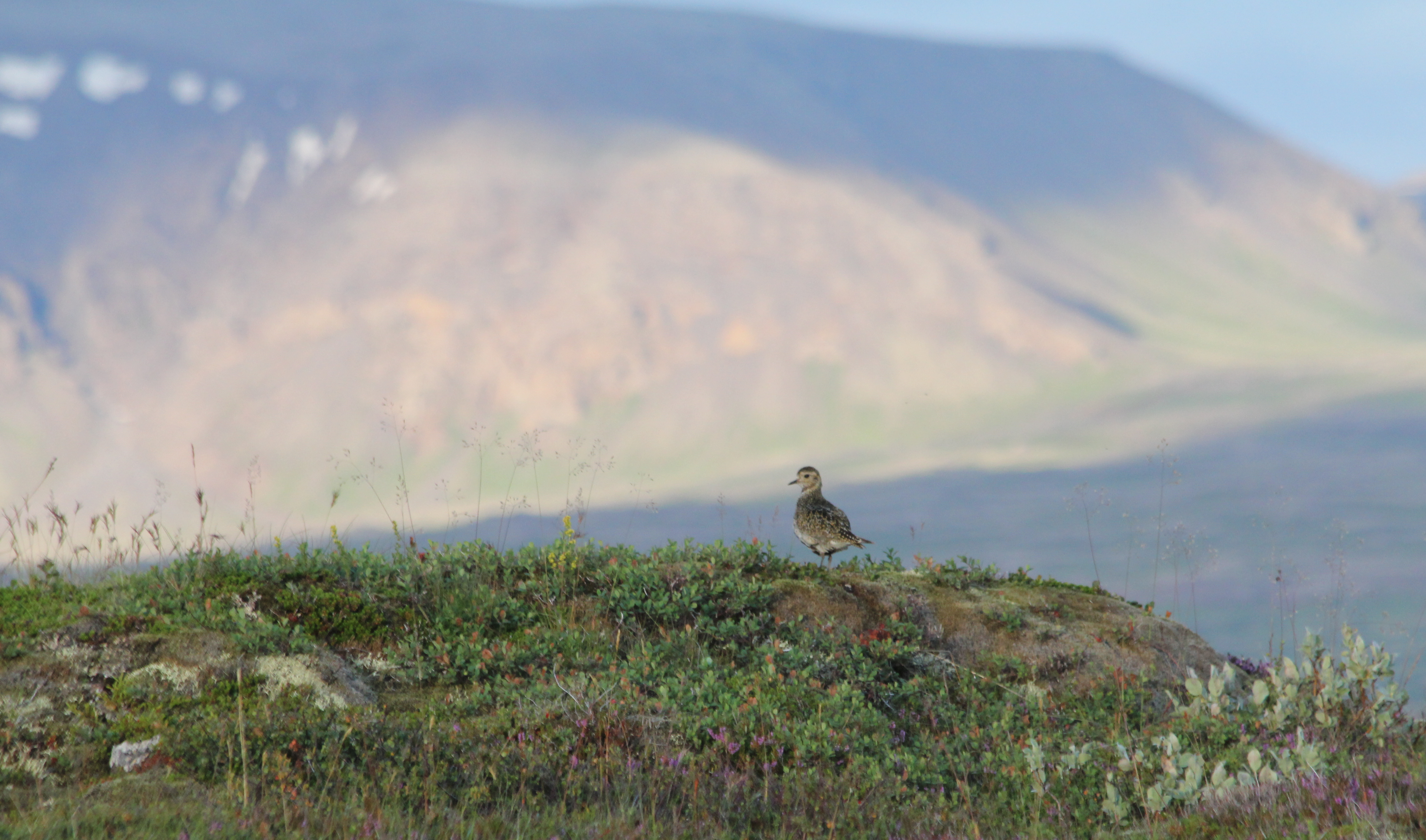
Pendant la période de reproduction, les Pluviers du genre Pluvialis vivent principalement dans la toundra (ici un Pluvier doré photographié en Islande).

Le genre Pluvialis est présent sur tous les continents excepté l'Antarctique. Tous migrateurs, ces Pluviers nichent principalement en Arctique. Le Pluvier argenté est le seul qui soit vraiment cosmopolite, puisqu'il est présent sur les côtes du monde entier,, alors que les autres espèces ont une aire de répartition plus restreinte. Le Pluvier bronzé et le Pluvier fauve se reproduisent dans la même région, de la Sibérie au Canada, puis se séparent pour hiverner : le Pluvier bronzé migre en Amérique du Sud, dans la pampa, et quelques individus migrent aussi régulièrement en Europe, tandis que le Pluvier fauve migre dans les îles du Pacifique et en Asie du Sud-Est,. Le Pluvier doré est principalement européen, avec quelques individus hivernant en Afrique de l'Ouest. C'est l'espèce qui niche le plus au sud et qui effectue la migration la plus courte,,. 
En période de reproduction, les espèces du genre Pluvialis vivent principalement dans la toundra plus ou moins sèche — excepté certaines populations méridionales de Pluviers dorés qui nichent dans des brandes en Grande-Bretagne. Ils migrent en groupe, d'un vol rapide avec des battements d'ailes réguliers. Leurs aires d'hivernage sont plus variées : prairies humides et agricoles, marais, vasières, côtes et lagons, estuaires, zones humides à l'intérieur des terres. L'habitat hivernal varie selon les espèces : le Pluvier fauve et le Pluvier argenté préférent les côtes, ce dernier se rapprochant plus du comportement habituel des Oiseaux limicoles, alors que le Pluvier bronzé et le Pluvier doré vivent plus souvent dans les terres. Le Pluvier doré, comme le Guignard d'Eurasie (Eudromias morinellus), préfère les zones humides.

## Écologie et comportement
En dehors de la période de reproduction, les Pluviers du genre Pluvialis sont plutôt grégaires. Pendant les migrations, ils forment des groupes qui rassemblent des adultes et des juvéniles, voire d'autres espèces, notamment les Vanneaux huppés (Vanellus vanellus).

### Alimentation

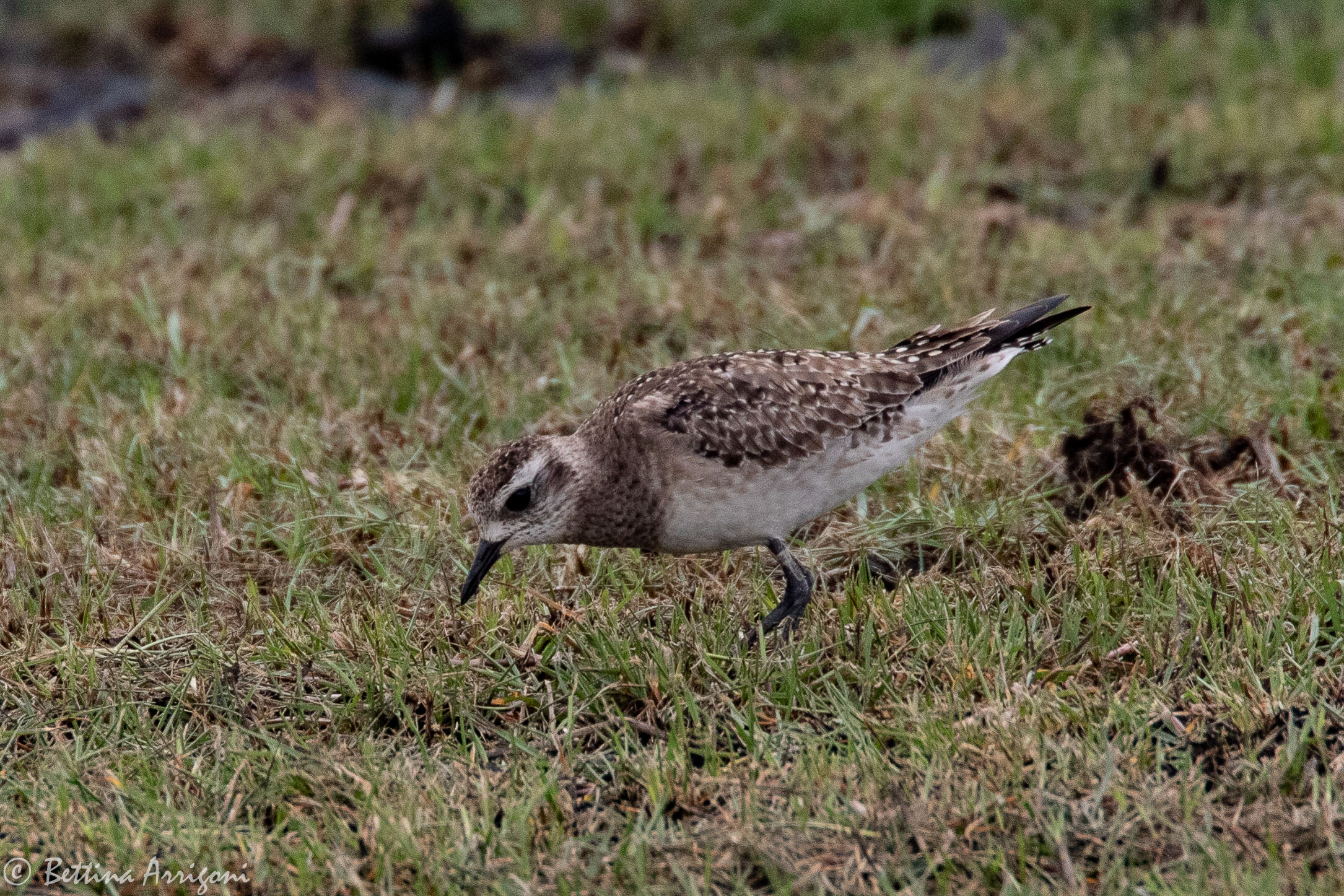
En chasse, les espèces du genre Pluvialis (ici un Pluvier bronzé) font de petites courses rapides, s'arrêtent pour scruter le sol et extirper une proie, puis reprennent leur course.

Comme les autres Charadriidae, les Pluviers du genre Pluvialis ont un bec court et chassent d'une façon typique en alternant des courses et des pauses. Ils effectuent de petites courses rapides, s'arrêtent brusquement pour observer ou écouter des proies, picorent le sol et recommencent à courir,,,. Ils peuvent aussi, comme les Vanneaux, faire trembler le sol en tapant rapidement avec leurs pattes, pour faire bouger les proies ou les faire sortir du sol. Les Pluviers dorés chassent de jour comme de nuit, ce qui indique qu'ils utilisent la vue et l'ouïe. Les espèces du genre Pluvialis ont un régime omnivore, principalement composé d'insectes et de larves, de lombrics, de vers marins, de petits mollusques, de crustacés, de petits escargots, de chenilles et d'araignées. Ils mangent aussi des végétaux comme des baies, des graines ou des jeunes pousses,,.

### Reproduction
Les quatre espèces nichent principalement dans la toundra, ou dans des paysages de bruyère et de tourbières, dans des espaces dégagés avec peu de végétation. Le nid est toujours une cuvette légèrement creusée à même le sol et garnie de végétaux,,,,. 
Avant la formation des couples, les mâles délimitent leur territoire grâce à des vols et des chants ou des appels répétés,. Généralement monogames, les couples peuvent même rester fidèles d'année en année, notamment chez le Pluvier doré. Les Pluviers fauve, bronzé et doré ont un comportement plus passif dans la défense du nid que les Pluviers argentés, qui font fuir les prédateurs par des attaques terrestres et aériennes. Le Pluvier doré, à l'inverse, mime une blessure pour éloigner les prédateurs,. 

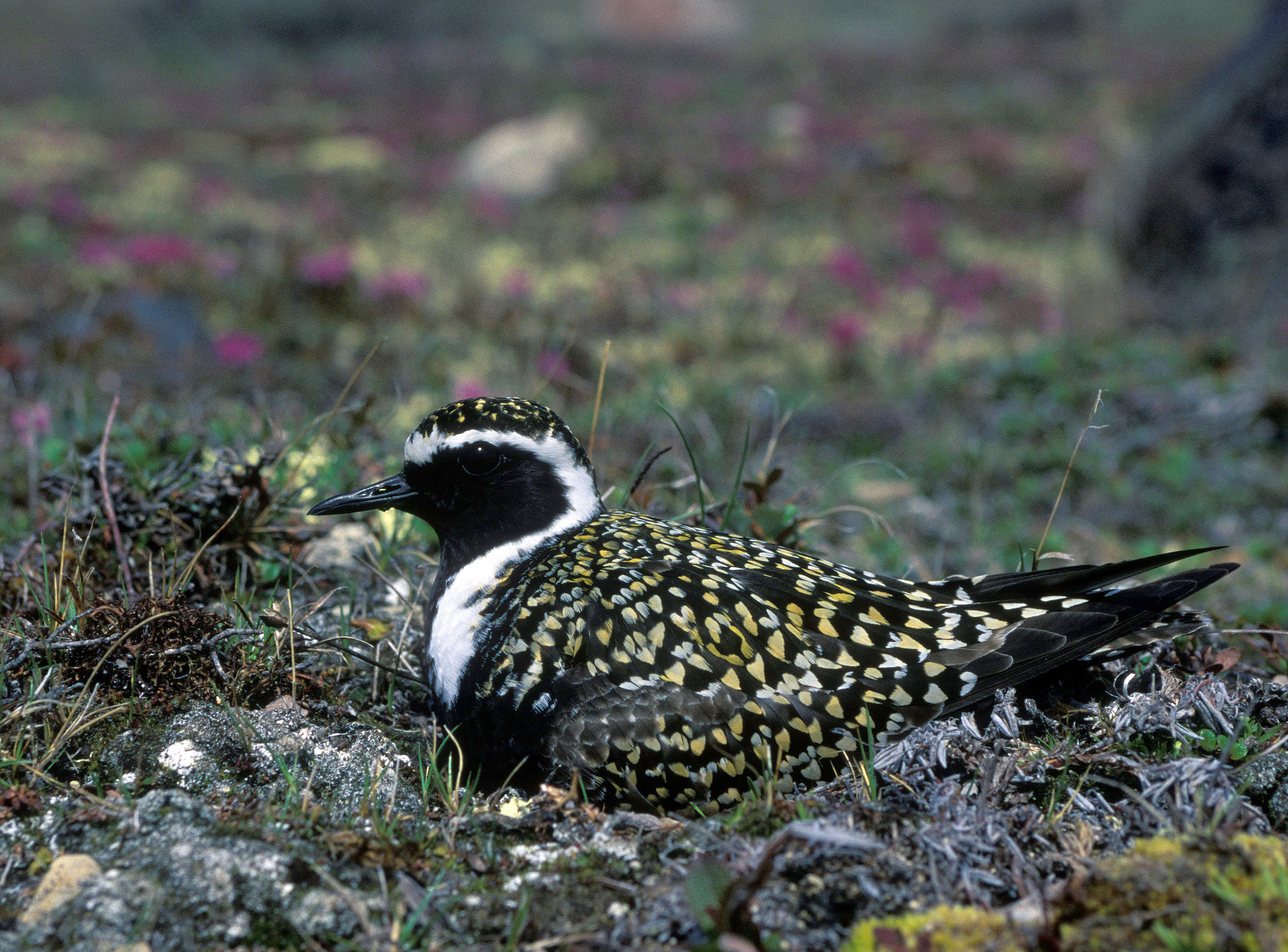
Un Pluvier bronzé en train de couver. Son plumage lui permet de se camoufler dans la toundra[43].
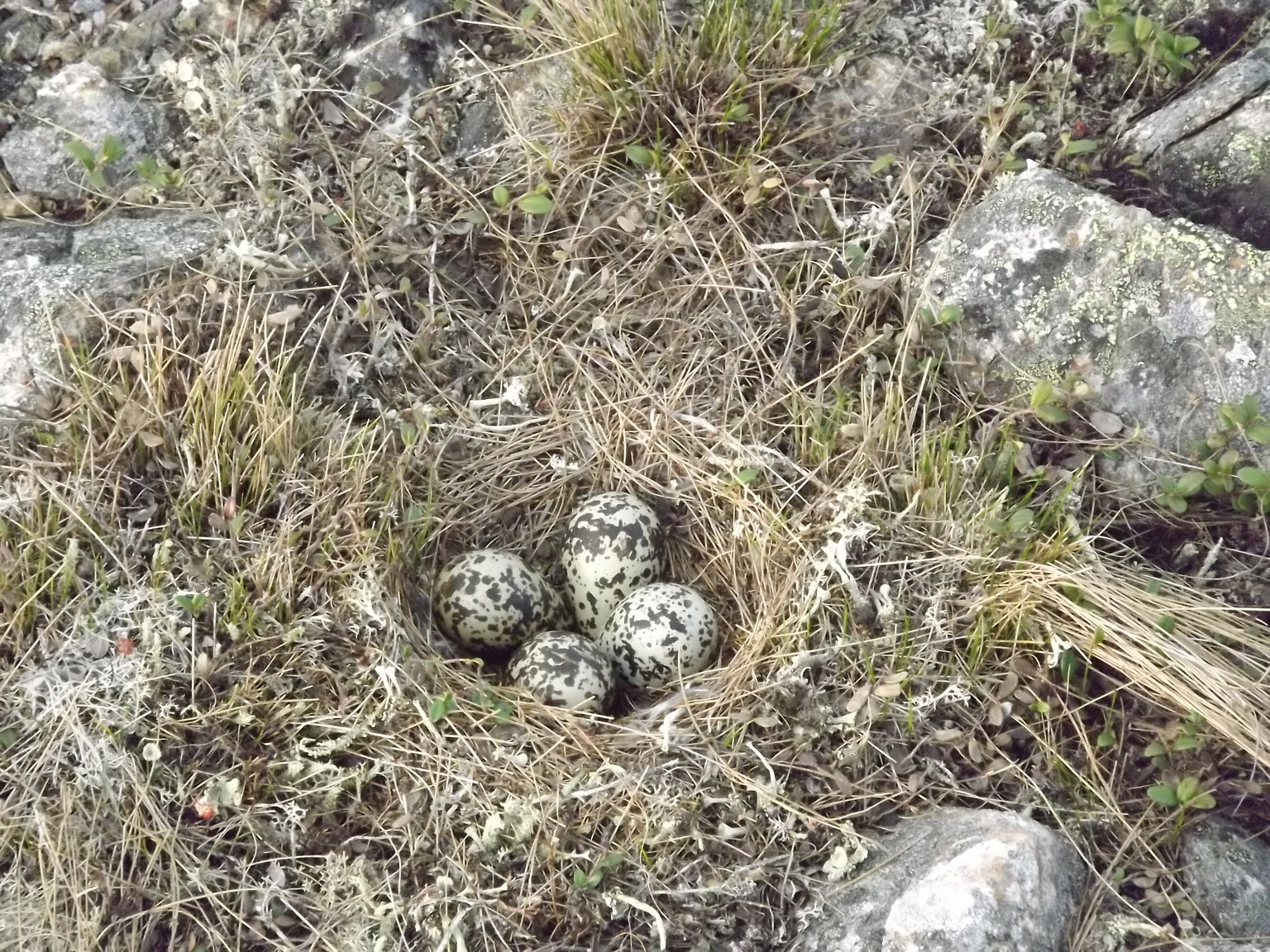
Un nid de Pluvier doré, photographié dans le Parc national Urho Kekkonen, en Laponie.

|                                | Pluvier argenté (Pluvialis squatarola) | Pluvier doré (Pluvialis apricaria) | Pluvier bronzé (Pluvialis dominica) | Pluvier fauve (Pluvialis fulva) |
| ------------------------------ | -------------------------------------- | ---------------------------------- | ----------------------------------- | ------------------------------- |
| Âge à la première reproduction | 2 ans                                  | 1 ou 2 ans                         | 1 an                                | 1 an                            |
| Nombre d'œufs                  | 3 ou 4                                 | 4                                  | 3 ou 4                              | 3 ou 4                          |
| Durée de l'incubation          | 26 à 27 jours                          | 30,7 jours                         | 26 à 27 jours                       | 26 à 27 jours                   |
| Durée avant l'envol            | 23 jours                               | 29 jours                           | 33 jours                            | 33 jours                        |
| Durée d'une génération         | 7,55 ans                               | 4,66 ans                           | 5,44 ans                            | 4,62 ans                        |
| Âge maximum connu              | 25,7 ans                               | 17,28 ans                          | 25,9 ans                            | 25,9 ans                        |

## Menaces et protection
Les prédateurs naturels de ces espèces incluent le Grand Labbe (Stercorarius skua), le Harfang des neiges (Bubo scandiacus), le Faucon pèlerin (Falco peregrinus), les Laridés et les Renards polaires (Vulpes lagopus), ces derniers étant la première cause de destruction des couvées chez le Pluvier bronzé,.
Le Pluvier doré, le Pluvier bronzé et le Pluvier fauve sont considérés comme des espèces de préoccupation mineure par l'Union internationale pour la conservation de la nature, l'organisme en charge d'évaluer les populations d'espèces animales et de mettre à jour la liste rouge de l'UICN,,. Seul le Pluvier argenté est une espèce vulnérable selon ses critères, étant donné le déclin d'au moins 30 % de sa population mondiale observé sur les trois dernières générations.
Le Pluvier doré et le Pluvier argenté font partie des espèces inscrites à l'Article I de la directive Oiseaux, l'Annexe III de la convention de Berne, l'Annexe II de la convention de Bonn et l'Annexe II de l'Accord sur la conservation des oiseaux d'eau migrateurs d'Afrique-Eurasie.